# Кнайпа

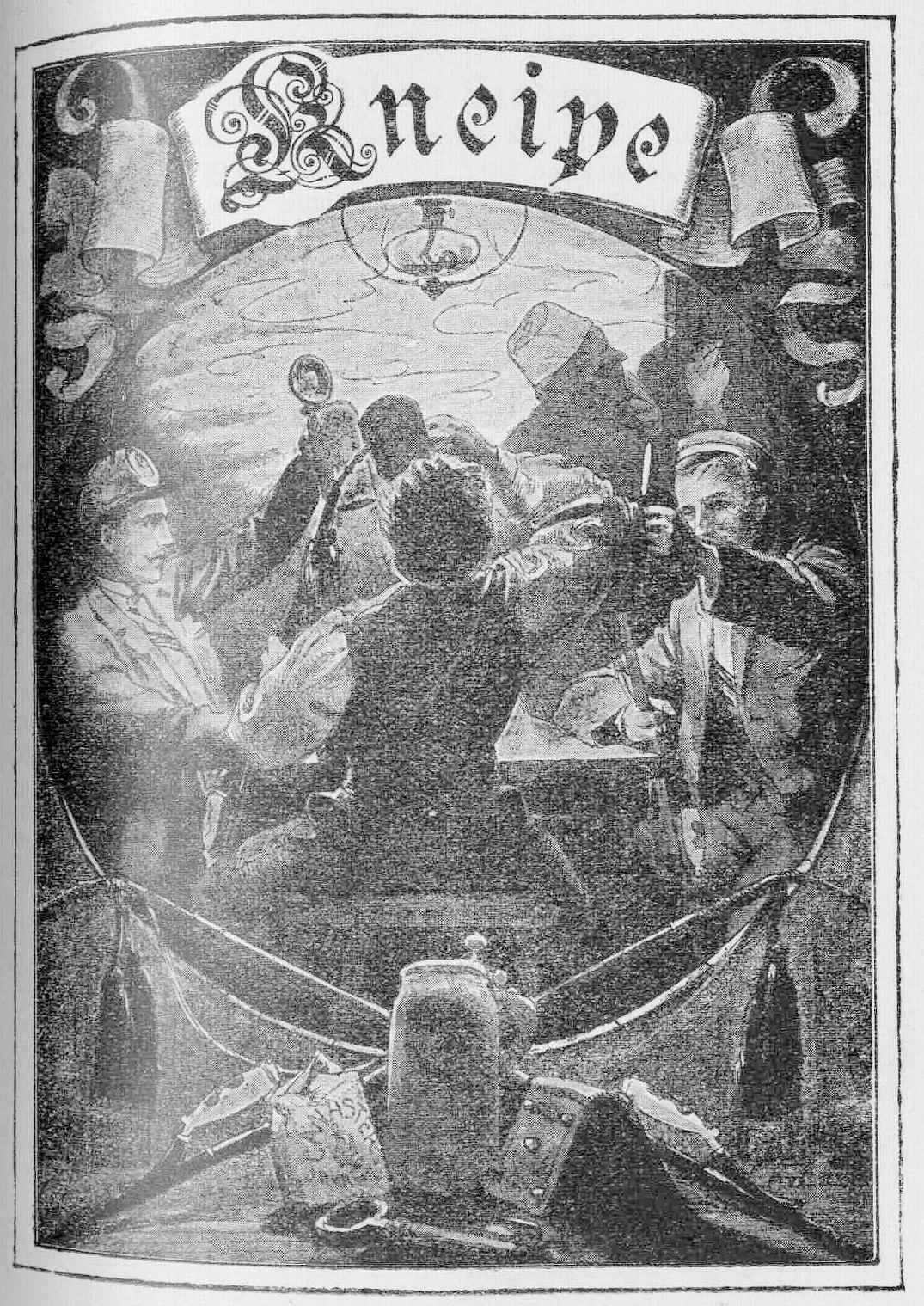
De Schauenburg Allgemeines Deutsches Kommersbuch Kneipe

Кнайпе (нем. Kneipe — «пивная») — это питейное заведение, где подаётся преимущественно пиво, но есть и другие алкогольные и безалкогольные напитки. Это национальное немецкое название пивных баров и пабов. Кнайпе также характеризуется наличием традиционных блюд в меню, а не только напитков.

## История
Германия — страна 1300 пивоварен и местные маленькие пивоварни развивались именно благодаря кнайпе. Они формировали всю немецкую культуру потребления пива.
Как и английский паб (от слова public — публичный) кнайпе несёт в себе идею тесного живого общения, дружелюбия, широкой души. Название «кнайпе» родилось в XVIII веке, транслируя саму специфику места. Заведения были маленькими и тесными, поэтому гости сидели все вместе, превращаясь в большую дружную, громкую, весёлую компанию. Сам термин kneipe произошёл от слова нововерхненемецкого языка knipen, что в переводе означает «щипать», «зажимать», тем самым подчёркивая тесность общения и самого места. В большинстве случаев кнайпе сохряняют домашнюю атмосферу, в них хозяева заведения сами обслуживают гостей — друзей и знакомых.
Изначально кнайпе были исключительно пивным заведением, куда гости приходили выпить недорогого разливного пива и насладиться хорошей компанией. В дальнейшем в заведениях стали подавать традиционную немецкую простую еду: жареные колбаски, тушёные и квашеные овощи и другие национальные блюда. Со временем заведения также стали делать акцент на спорте, предлагая гостям бильярд, футбол, дартс и другие виды активности. Кнайпе стали напоминать спортивные бары.

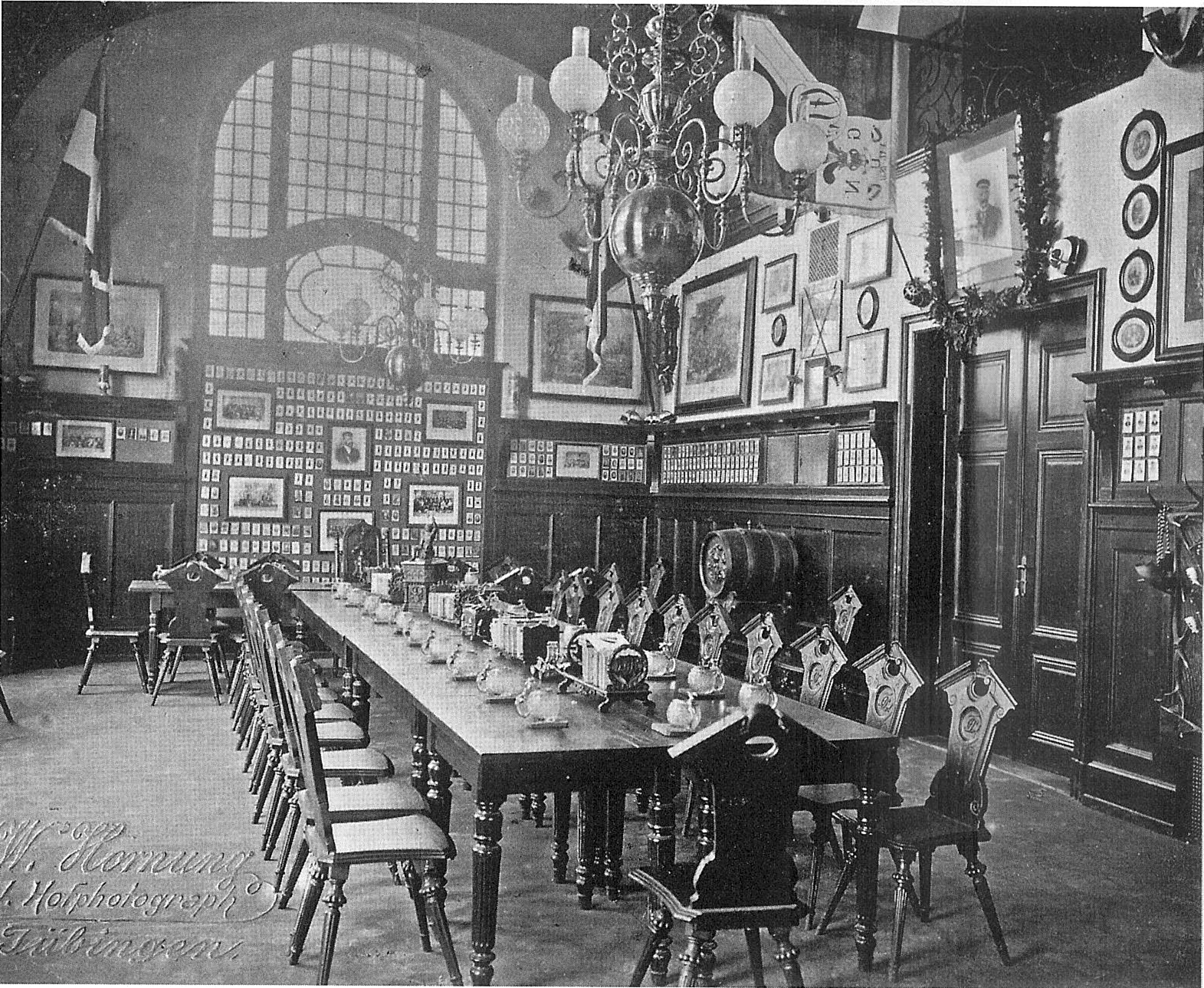
Suevia Tübingen - Große Kneipe 1900

## В наши дни
Эстетика кнайпе завоевала мировую популярность и ценится и по сей день. По всему миру открываются тематические пивные — кнайпе, поддерживающие культуру потребления пива, уважающие немецкие традиции, сохраняющие атмосферу места и рецептуру блюд и напитков, транслирущие эстетику через интерьер в соответствующем стиле. Это стилистика, позволяющая поддерживать правильное настроение заведения.
И по сей день традиции бережно ценятся. Старинная пивная (Kneipe), примыкающая к музею пивоварения в Альтенбурге, бережно сохраняет атмосферу начала XX столетия — мебель, посуда, декор, костюмы оберов — всё, соответствующее эпохе кайзеровской Германии.

## Часы работы заведения
Комендантский час в пабах был введен в 1915 году законом. Это должно было предотвратить похмелье для тех, кто на утро должен был оказаться на службе.
Время открытия в разных регионах варьировалось, кнайпе открывались с 11 до 16, с 19 до 23 часов. В 22:45 хозяин провозглашал: «последний заказ!», такой восклик нередко сопровождался паникой и давкой среди посетителей, в попытке сделать последний заказ.
В наши дни комендантский час можно считать ликвидированным. Кнайпе работают до двух часов ночи и дольше. Тем не менее, существует критическое мнение, что чем дольше открыто заведение, тем больше алкоголя потребляется, тем более агрессивней становятся посетители. Такие критики ратуют за восстановление комендантского часа.

## Кнайпе в других странах

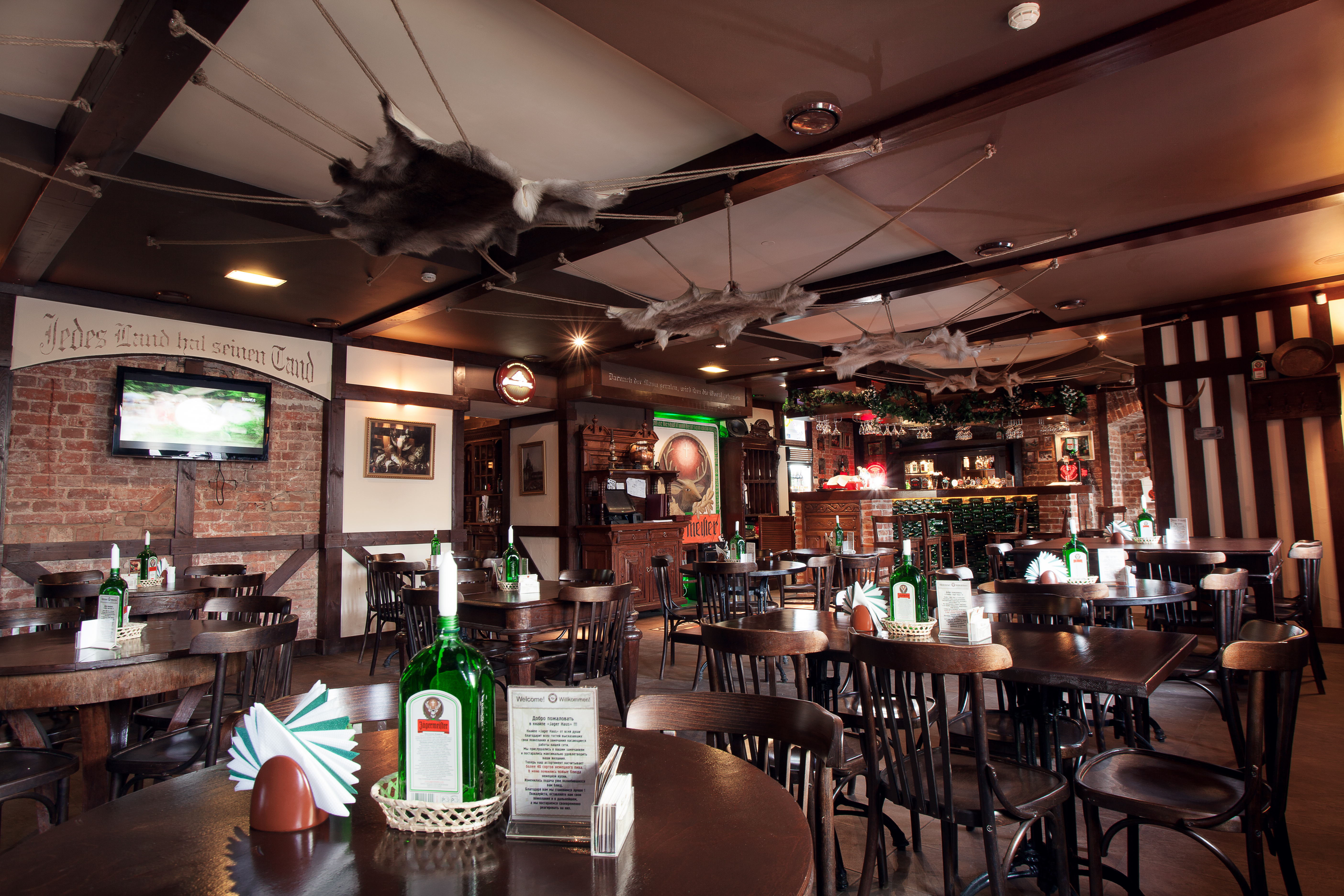
Санкт-Петербург, Россия. Кнайпе на Фонтанке 108

Самая богатая культура подобных заведений встречается в Великобритании и Ирландии. Именно там появились первейшие пабы (см. паб), так распространившиеся повсеместно. Пабы своей эстетикой и историей очень схожи с кнайпе.
В Швейцарии с 1970 года кнайпе получили широкое распространение, но — подобные заведения в Швейцарии были созданы искусственно и располагались они в туристических местах, помогая путешественникам чувствовать себя как дома (существуют и независимые пабы с аутентичной атмосферой, но их сравнительно немного).
В России в Санкт-Петербурге в 2001 году первый кнайпе «Ягер Хаус» «Jager Haus» открыт. Сейчас это сеть пивных заведений в стилистике аутентичной Германии прошлых веков, с традиционным ассортиментом немецкого пива и блюд.

## Еда в кнайпе
Изначально кнайпе считались исключительно питейными заведениями. Тем не менее, с течением времени в заведениях стали появляться закуски и основные блюда. Немецкая кухня невероятно разнообразна. Кухня Германии — это всегда сочные, пряные блюда: солёные мясные колбаски, (немецкая кухня отличается огромным количеством сортов колбас), сочные свиные рёбрышки, овощи в качестве гарнира и густых супов-пюре. Среди овощных блюд часто встречается морковь, шпинат и бобы, а главным национальным блюдом считается квашеная или кислая капуста («Sauerkraut»), которая подаётся в разном виде, в том числе в тушёном. В Германии особенно высоко ценят хорошо приготовленное мясо. В большинстве случаев немцы готовят сочную и сытную свинину. Рецепты всегда зависят от региона, мясо запекают, жарят на гриле и тушат с овощами, получая густую мясную похлёбку. К мясным блюдам обычно подаётся ароматный золотистый поджаренный лук. Такая еда прекрасно насыщает и остаётся любимой местными посетителями.

## Спорт в кнайпе
В определённый момент интерес спортом стал неотъемлемой частью кнайпе. Стали популярны разнообразные игры, получившие широкое распространение, такие как бильярд, дартс, а также более локальные, местные игры. Развивались азартные развлечения, делались пари и ставки. В наши дни традиция дружной азартной игры также распространена. Посетители предпочитают не только следить за игрой, но и участвовать. Также популярность приобрели видеоигры и онлайн-трансляции.

## Правила поведения
В кнайпе всегда приходят друзья и знакомые владельца заведения. Именно поэтому они получили столь широкое распространение: такое тесное общение было гарантом хорошего вечера. Каждый гость уверен, что ему рады, что он обязательно встретит знакомого и обсудит последние новости. В кнайпе всегда царит дух свободы и настоящей искренности.
Кнайпе не имеют жёсткого регламента. Правила поведения варьируются в зависимости от региона или заведения.
В немецких кнайпе оплата может производиться как сразу (как только гость получил свой заказ), так и в конце вечера (когда гость планирует покинуть заведение). Также гость всегда может отблагодарить хозяина или бармена заведения за хорошую работу. Для этого нужно оставить деньги на пинту пива со словами: «Спасибо хозяину заведения».